# Mopsechiniscus tasmanicus
Mopsechiniscus tasmanicus är en djurart som tillhör fylumet trögkrypare, och som beskrevs av Hieronymus Dastych och Moscal 1992. Mopsechiniscus tasmanicus ingår i släktet Mopsechiniscus och familjen Echiniscidae. Inga underarter finns listade i Catalogue of Life.